# Altura de la x
En tipografia, l'altura de la x fa referència a l'altura de les lletres en minúscula (caixa baixa) sense tenir en compte ni els ascendents ni els descendents. Es mesura des de la línia de base fins al punt més alt de les lletres sense ascendents. També s'anomena ull mitjà o nucli del caràcter, denominació resultant d'anomenar la part central de l'ull del caràcter en sentit vertical. L'ull del caràcter és el conjunt d'elements tallats a la superfície del tipus i que formen el caràcter o lletra. Com que les lletres que presenten corbes o vèrtex en els traços superiors o inferiors han de dibuixar-se una mica per sobre i per sota de les línies que les emmarquen per semblar de la mateixa mida que les altres, se sol prendre la lletra x com a referència.
L'altura de la x no s'ha de confondre amb el cos de la lletra que inclou la totalitat de les parts de la lletra. Tampoc s'ha de confondre amb l'altura del tipus que fa referència a la profunditat de la peça de fosa que conté la lletra.
L'altura de la x és un tret característic del disseny d'una tipografia i influeix en la seva llegibilitat.

 En aquest exemple veiem dues tipografies del mateix cos, American Typewriter i 
Nicolas Cochin, amb una altura de la x força diferent.

## L'altura de la x i la llegibilitat[1][2]

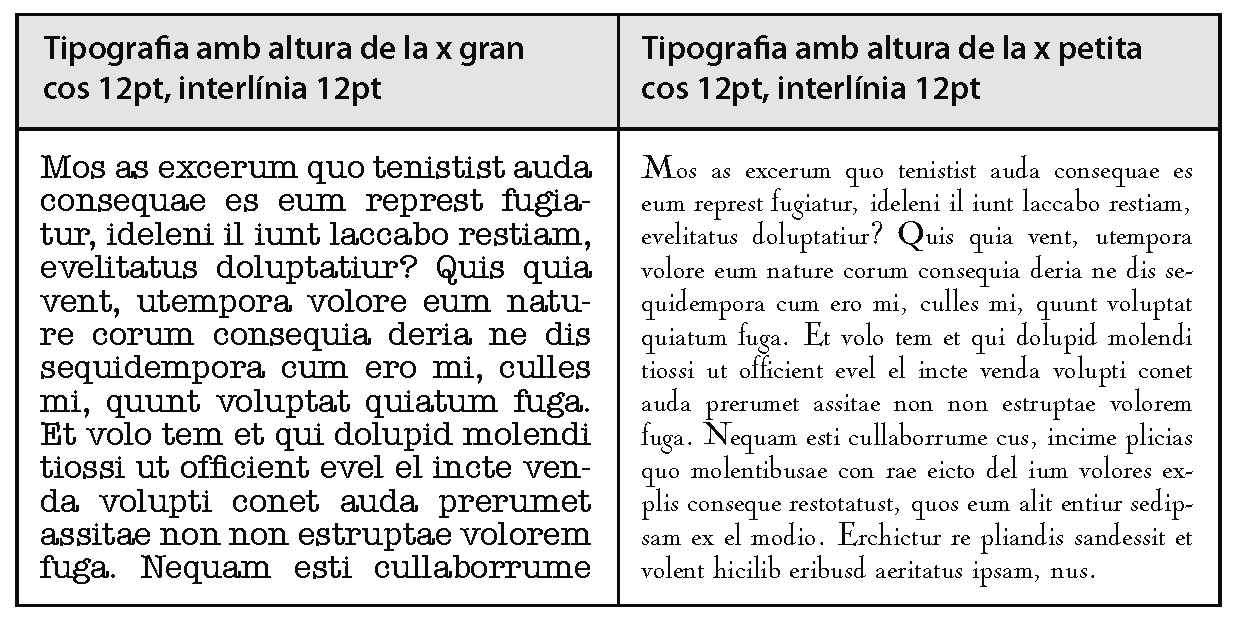
Aspecte de dos textos del mateix cos i amb la mateixa interlínea però amb altura de la x diferent

Si bé és cert que en la llegibilitat d'un text intervenen múltiples factors que tenen a veure amb la composició de la pàgina com ara l'ample de columna, el cos, l'interlineat…, s'ha de tenir en compte l'altura de la x com un factor important que afecta la llegibilitat dels caràcters, principalment en cossos de text petits. Ascendents i descendents tenen un paper important a l'hora de reconèixer els caràcters i de fixar la imatge de la paraula i gràcies a ells aconseguim distingir una forma d'una altra com, per exemple, la h de la n.
Sembla, doncs, que una altura de la x petita incrementa l'espai en blanc entre línies i emfasitza la imatge de la línia de text, mentre que una altura de la x massa gran pot dificultar la velocitat de lectura, perquè uniformitza la imatge de la línia. Però hi ha estudis
que conclouen que els tipus amb una alçada de la x gran però moderada són generalment més llegibles en cossos petits que d'altres. Sembla que l'increment de l'altura de la x augmenta la llegibilitat com si fos un tipus d'un cos més gran. Així passa que tipus de lletra diferents poden tenir una llegibilitat similar si es presenten amb una mateixa altura de la x.

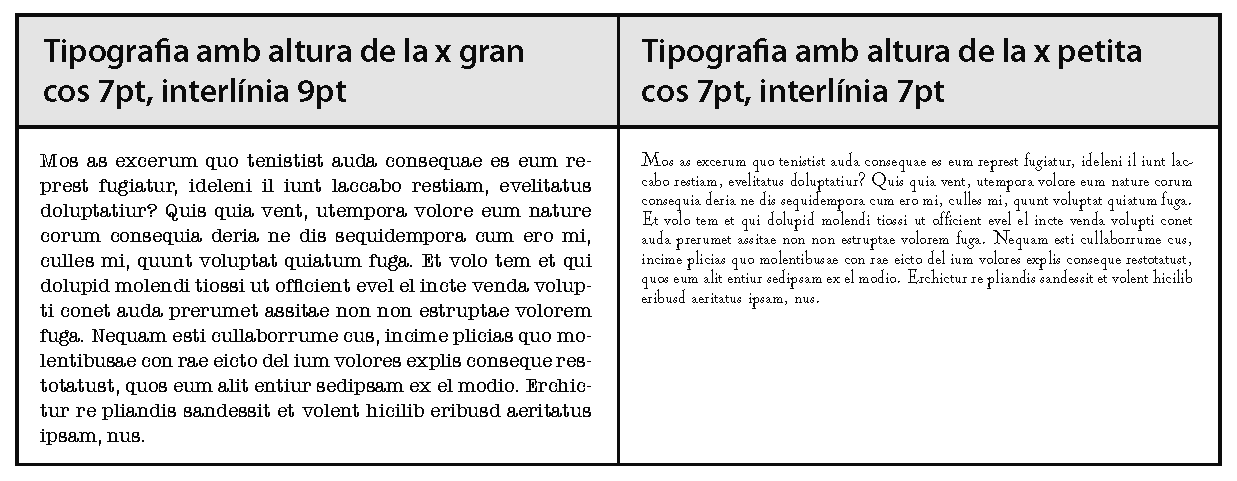
Aspecte dels textos anteriors en un cos petit. S'ha augmentat la interlínia del que té l'altura de la x gran.

## L'altura de la x i l'economia de l'espai[1]
La necessitat econòmica porta històricament a pretendre inserir més caràcters en una línia i més línies en una pàgina. Des dels escrivans amb l'ús de l'escriptura gòtica, passant per l'impressor que ha de reduir costos i fer llibres transportables fins als dissenyadors de webs que miren d'inserir el màxim contingut en la pantalla per evitar haver de canviar-la.
Pierre Haultin va ser el pioner en començar a modificar l'altura de la x per aconseguir economitzar el text. Entre 1557 i 1559 va tallar el tipus Philisophie Romaine que tenia l'altura de la x lleugerament més gran que el tipus de Garamond comú a l'època. D'aquesta manera va permetre compondre textos en cossos més petits que eren tan llegibles com els d'altres tipus de lletra compostos en cossos més grans.

## L'altura de la x i la interlínia[4]
Les tipografies amb una altura de la x gran respecte al cos tenen ascendents i descendents curts. Amb una interlínia igual a la mida del cos, el text té un aspecte pesant, dona un gris massa fosc, li falta blanc. En canvi les tipografies amb una altura de la x petita, amb ascendents i descendents llargs donen un gris molt més clar. Per compensar aquest efecte, les tipografies amb una altura de la x gran han d'augmentar la interlínia, cosa que anul·la en part l'economia d'espai aconseguida en augmentar l'altura de la x.

## L'altura de la x i la funció del tipus[5]
L'ús que se'n farà d'una tipografia o tipus marcarà les proporcions dels seus caràcters. Per a una tipografia de text els ascendents han de ser prou grans, fins i tot més que l'altura de les majúscules, per tal de permetre distingir fàcilment uns caràcters dels altres.
Una altura massa petita de la x pot no resultar apropiada per a una tipografia de text però per a una de titulars pot resultar una decisió encertada.

## L'altura de la x i la sèrie tipogràfica[5]
En les versions fina i negra d'un mateix tipus, l'altura de la x de la negra ha de ser superior a la de la fina, ja que, en cas de ser igual, la versió negra semblarà òpticament més petita que la fina quan es combinin en una mateixa línia de text.

Comparació de l'altura de la x entre dues sèries diferents de la mateixa família tipogràfica –Futura– i del mateix cos.